# گردشگری در نروژ
گردشگری در نروژ از مهم‌ترین بخش‌های اقتصادی کشور به‌شمار می‌آید. از سال ۲۰۱۹، نروژ رتبه ۲۲ را در گزارش رقابت پذیری سفر و گردشگری مجمع جهانی اقتصاد دارد. در سال ۲۰۱۸ گزارش شد، گردشگری در نروژ به ۴٫۲ درصد از تولید ناخالص داخلی کمک کرده‌است. از هر هفت نفر بین صد نفر در سراسر کشور در صنعت گردشگری کار می‌کنند. گردشگری در نروژ فصلی است و بیش از نیمی از کل گردشگران بین ماه‌های مه و آگوست از این کشور بازدید می‌کنند.

## گردشگرها
در سال ۲۰۱۵، حدود ۸٬۸۲۸٬۷۷۱ گردشگر خارجی از نروژ بازدید کردند که نسبت به رقم ۸٬۱۵۴٬۴۳۶ در سال قبل ۸٫۳ درصد افزایش داشت.
ده کشور اول مبدأ گردشگرانی که از نروژ بازدید می‌کنند عبارتند از:
| رتبه | کشور                          | ۲۰۱۴      | ۲۰۱۵      |
| ---- | ----------------------------- | --------- | --------- |
| ۱    | آلمان                         | ۱٬۳۸۸٬۹۷۸ | ۱٬۴۵۹٬۹۰۸ |
| ۲    | سوئد                          | ۱٬۰۴۰٬۱۶۸ | ۱٬۰۹۷٬۲۳۱ |
| ۳    | دانمارک                       | ۷۴۱٬۲۴۱   | ۷۴۹٬۵۱۷   |
| ۴    | انگلستان                      | ۶۱۴٬۸۷۶   | ۷۰۴٬۵۰۸   |
| ۵    | هلند                          | ۵۳۹۷۳۳    | ۵۶۷٬۳۴۳   |
| ۶    | ایالات متحده                  | ۳۹۷۸۰۱    | ۴۲۵٬۲۹۵   |
| ۷    | فرانسه                        | ۳۰۱٬۸۸۹   | ۳۲۶٬۸۶۶   |
| ۸    | چین                           | ۱۷۶۷۶۷    | ۲۸۷٬۱۵۳   |
| ۹    | اسپانیا                       | ۲۰۰٬۴۴۱   | ۲۵۳٬۵۹۰   |
| ۱۰   | ایتالیا                       | ۱۹۱٬۳۹۰   | ۱۹۶۷۸۵    |
|      | مجموع بازدیدکنندگان بین‌المللی | ۸٬۱۵۴٬۴۳۶ | ۸٬۸۲۸٬۷۷۱ |

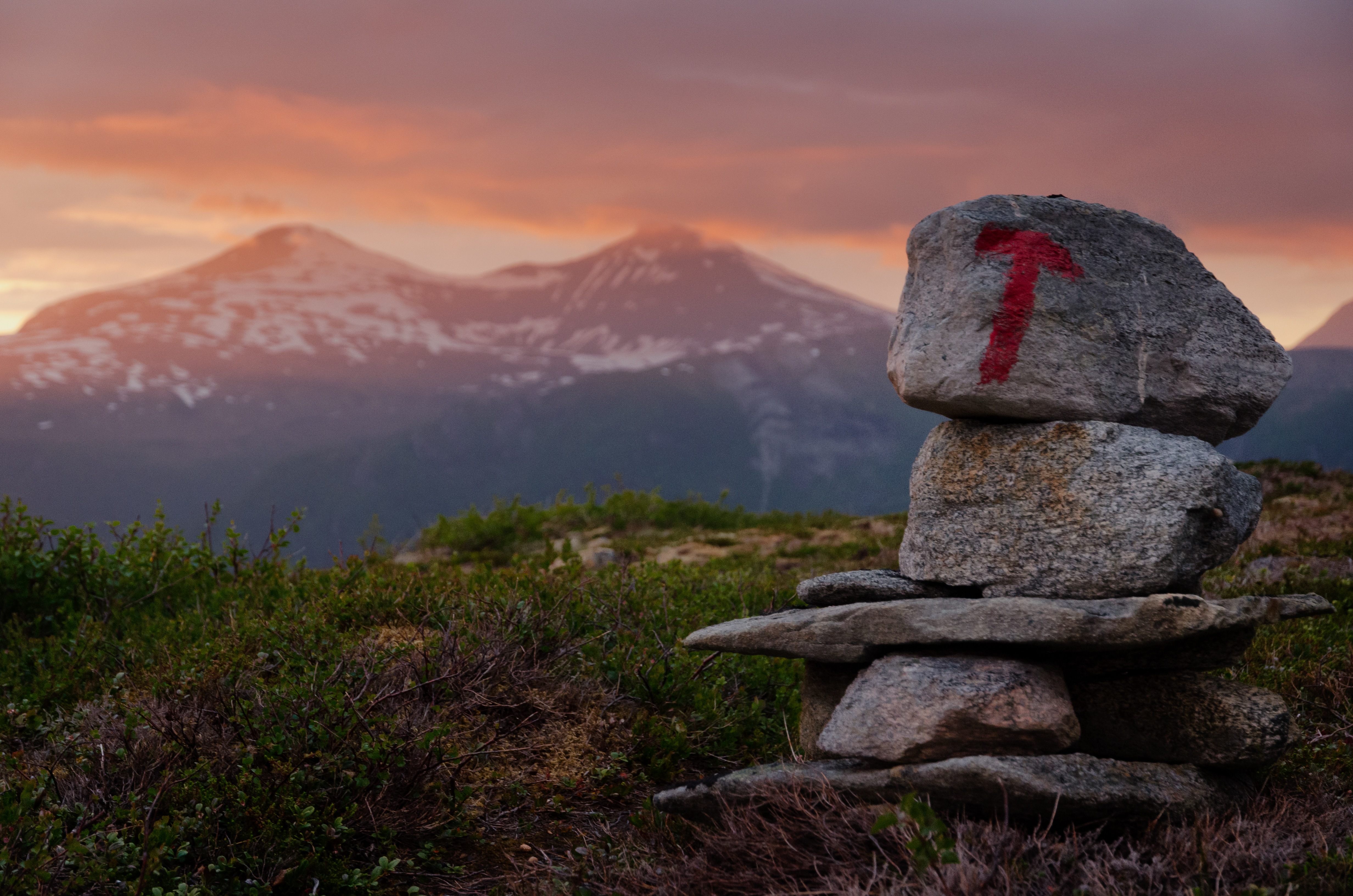
علامت گذاری مسیر نروژی، ترولهایمن
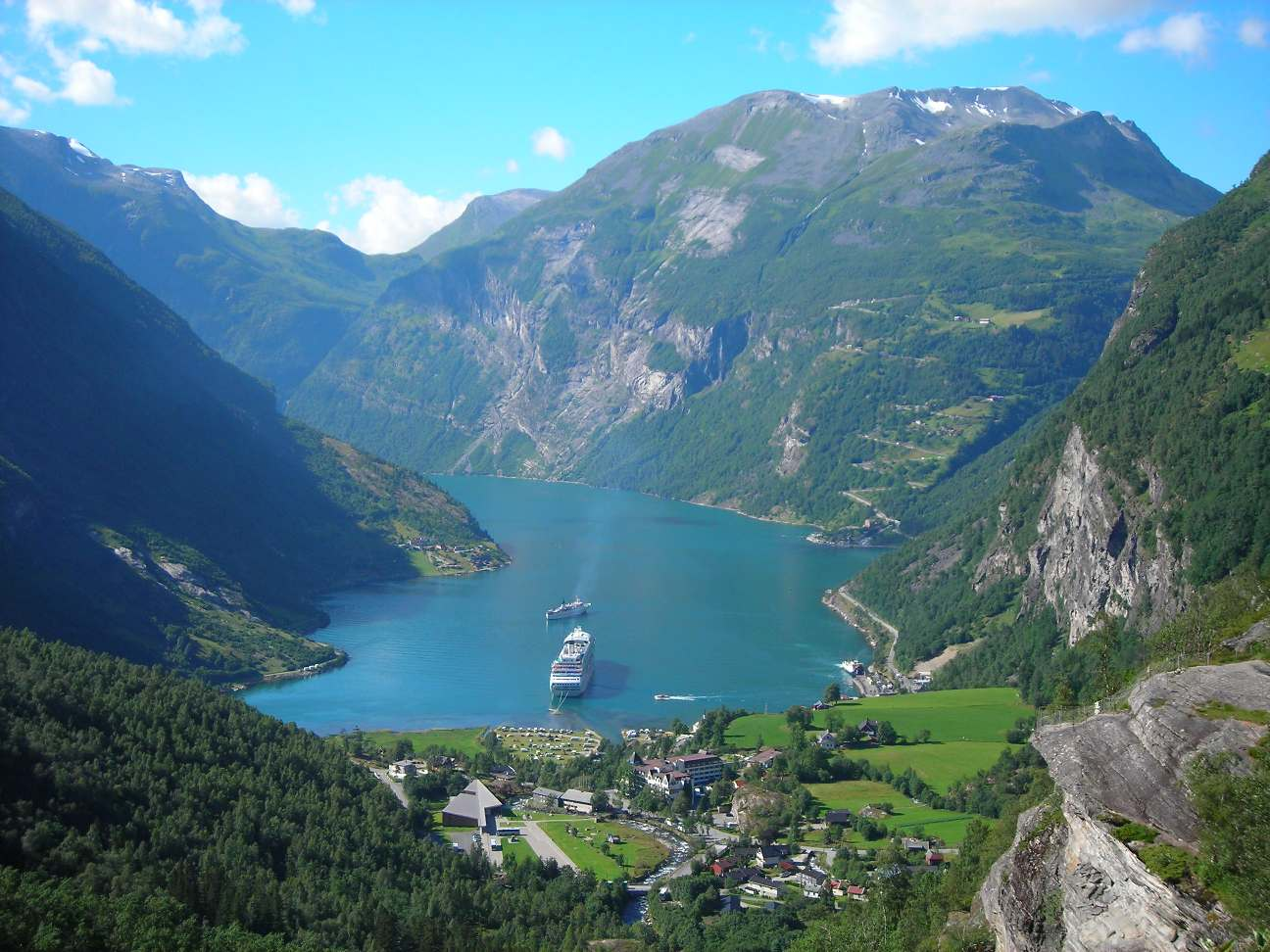
میراث جهانی آبدره گیرانگر در موره او رومسدال
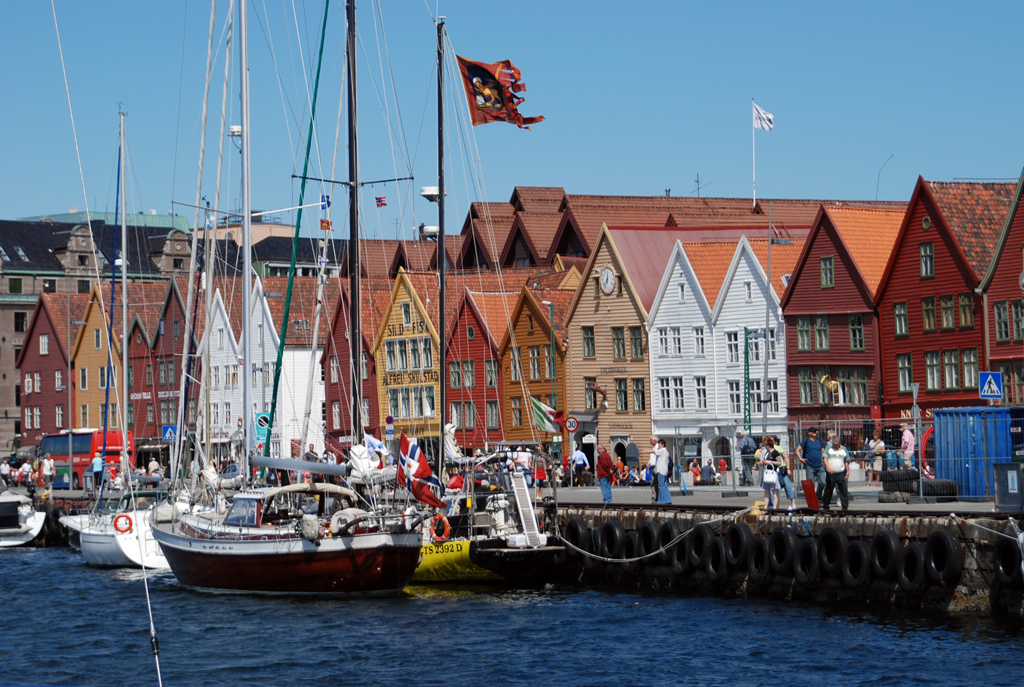
بریگن در برگن

## پربازدیدترین جاذبه‌ها
نوآوری نروژ یک شرکت تبلیغاتی دولتی که مسئولیت امور گردشگری را نیز بر عهده دارد، گزارش‌های سالانه پربازدیدترین جاذبه‌های گردشگری کشور، فرهنگی و طبیعی را ارائه می‌کند. در گزارش سال ۲۰۰۷ حدود ۵۰ جاذبه فرهنگی و ۲۰ جاذبه طبیعی ذکر شده‌است.
| رتبه | جاذبه فرهنگی                          | تایپ کنید         | محل            | بازدیدکنندگان، ۲۰۰۷ |
| ---- | ------------------------------------- | ----------------- | -------------- | ------------------- |
| ۱    | فلویبانن                              | راه‌آهن            | برگن           | ۱٬۱۳۱٬۷۰۷           |
| ۲    | موزه هولمن کولباکن و اسکی             | تپه پرش اسکی      | اسلو           | ۶۸۶٬۸۵۷             |
| ۳    | بریگن                                 | اسکله میراث       | برگن           | ۵۸۳٬۵۱۰             |
| ۴    | باغ وحش و پارک تفریحی کریستیانسان     | شهر بازی          | کریستیانسند    | ۵۳۲٬۰۴۴             |
| ۵    | توسنفرید                              | شهر بازی          | مانند          | ۵۰۱٬۲۳۵             |
| ۶    | فلام لاین                             | راه‌آهن            | فلام           | ۴۵۷٬۵۴۵             |
| ۷    | Hadeland Glassverk                    | شیشه کار می‌کند    | جوناکر         | ۴۳۱٬۴۰۰             |
| ۸    | قلعه فردریکستاد، شهر قدیمی فردریکستاد | قلعه و شهر میراثی | فردریکستاد     | ۳۷۲٬۳۶۰             |
| ۹    | موزه کشتی وایکینگ‌ها                   | موزه              | اسلو           | ۳۱۴٬۵۶۰             |
| ۱۰   | پارک خانوادگی هاندرفوسن               | شهر بازی          | Øyer / لیلهامر | ۲۷۰۵۰۰              |

| رتبه | جاذبه طبیعی       | تایپ کنید   | محل                    | بازدیدکنندگان، ۲۰۰۶ |
| ---- | ----------------- | ----------- | ---------------------- | ------------------- |
| ۱    | آبشار ورینگفوسن   | آبشار       | عیدفیورد               | ۶۵۵۰۰۰              |
| ۲    | ترولستیگن         | جاده        | اوندالسنس              | ۵۶۳٬۳۳۱             |
| ۳    | کیوسفوسن          | آبشار       | فلام                   | ۴۵۷٬۴۰۰             |
| ۴    | آبدره گیرانگر     | آبدره       | جیرانگر                | ۴۲۳٬۶۴۳             |
| ۵    | آبشار لاتفوسن     | آبشار       | اودا / هاردانگر        | ۴۲۰۰۰۰              |
| ۶    | Steinsdalsfossen  | آبشار       | نورهایمسوند / هاردانگر | ۳۰۰۰۰۰              |
| ۷    | نوریریورد         | آبدره       | اورلند                 | ۲۹۷٬۰۳۸             |
| ۸    | بریکسدالزبرین     | یخچال طبیعی | اولدن / استرین         | ۲۸۰۰۰۰              |
| ۹    | Sognefjellsvegen  | جاده        | لوم - درخشش            | ۲۵۳٬۹۵۳             |
| ۱۰   | جاده اقیانوس اطلس | جاده        |                        |                     |

## نمایشگاه‌های گردشگری
در ژانویه ۲۰۰۹، موزه ساختمان ملی نمایشگاهی را ارائه کرد : مسیر: معماری و طراحی در امتداد ۱۸ مسیر ملی توریستی در نروژ. این نمایشگاه که با همکاری سفارت نروژ ایجاد شد، تا می ۲۰۰۹ برای بازدید در دسترس بود.